# Panzertalsperre
Die Panzertalsperre liegt in Nordrhein-Westfalen im Bergischen Land bei Remscheid-Lennep und diente bis 1990 als Trinkwasser-Talsperre.

## Das Bauwerk
Sie wurde in den Jahren 1891 bis 1893 von dem Ingenieur Albert Schmidt zur Trinkwassergewinnung errichtet und staut als hauptsächliches Fließgewässer den Panzerbach auf. Die Panzertalsperre ist nach der nur wenige Kilometer entfernten Eschbachtalsperre die zweitälteste Trinkwassertalsperre in Deutschland. 
Die aus Bruchsteinen errichtete Gewichtsstaumauer hatte ursprünglich eine Höhe von 12,5 m bei einer Kronenlänge von 100 m und einer Kronenbreite von 1,6 m. Das Fassungsvermögen betrug 117.000 m³.

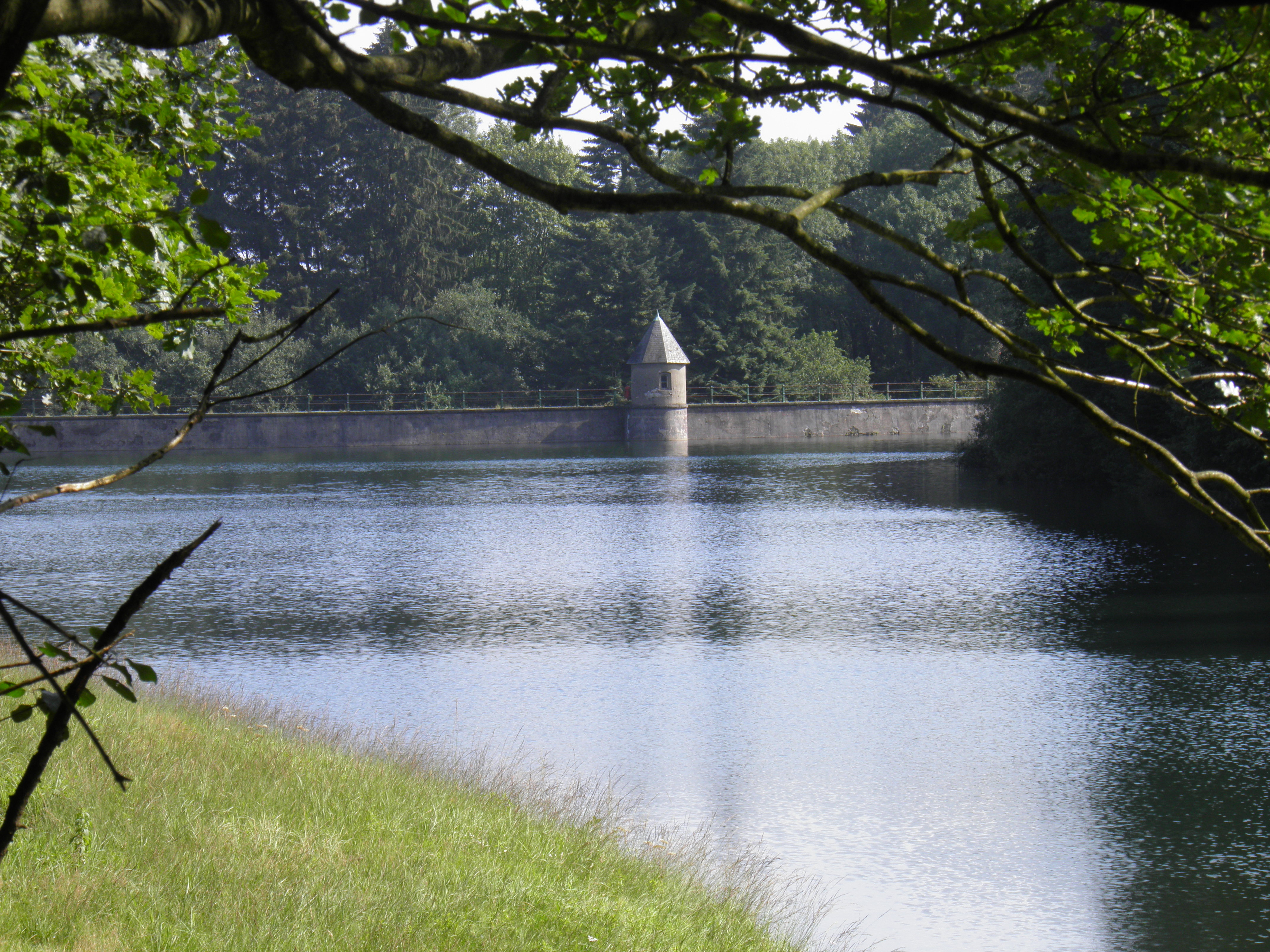
Panzertalsperre Lennep

1901 wurde von der ehemals selbständigen Stadt Lennep eine Erhöhung der Staumauer beschlossen, und am 1. November 1905 konnte die neue, nun 14,75 m hohe, 164 m lange und eine Kronenbreite von 3,6 m besitzende Staumauer in Betrieb genommen werden. 
Anders als andere Staumauern hat sie bei der Erhöhung an ihrer Luftseite zur Verstärkung lisenenartige Stützmauern bekommen. Somit stellt diese Bauweise eine Sonderform des Intze-Prinzips dar. Die Talsperre hatte nunmehr ein Fassungsvermögen von rund 0,3 Mio m³ und war damit noch immer eine sehr kleine Talsperre. 

## Namensgebung
In der Anfangszeit des Talsperrenbaus Ende des 19. Jahrhunderts bis Anfang des 20. Jahrhunderts war es in Deutschland üblich, Talsperren nicht nach ihren aufgestauten Fließgewässer, sondern nach der Stadt zu benennen, zu deren Versorgung sie errichtet wurde. Infolgedessen ist in der zeitgenössischen Literatur die Panzertalsperre auch nach der damals eigenständigen Stadt Lennep als Lenneper Talsperre bekannt.

## Heutige Nutzung
Durch den Bau und die Inbetriebnahme der Dhünntalsperre verlor die Panzertalsperre ihre Bedeutung für die Trinkwasserversorgung. Daher nahm der damalige Betreiber Energie und Wasser für Remscheid (EWR) die Talsperre 1990 außer Betrieb. Sie ist heute ein beliebtes Ausflugsziel im Lenneper Stadtwald. Die Staumauer steht unter Denkmalschutz und die Zuflüsse unter Naturschutz.
Da die Mauer sanierungsbedürftig war, wurde das Wasser zu einem großen Teil abgelassen und es drohte über Jahre hinweg aufgrund der zu hohen Sanierungskosten eine Trockenlegung oder ein Abriss. Nach langer Zeit der Ungewissheit wurde im Dezember 2006 ein Plan zur Finanzierung entworfen und die Sanierung damit beschlossen.
Der Wupperverband hat die Talsperre am 1. Januar 2007 übernommen, mit dem Vorhaben, diese zu sanieren. Die Sanierungsarbeiten begannen im August 2013 und waren im März 2016 abgeschlossen.
Im Umfeld der Talsperre gibt es eine Reihe von Pflanzen, die unter Naturschutz stehen und anderweitig im Bergischen Land nur noch selten anzutreffen sind.

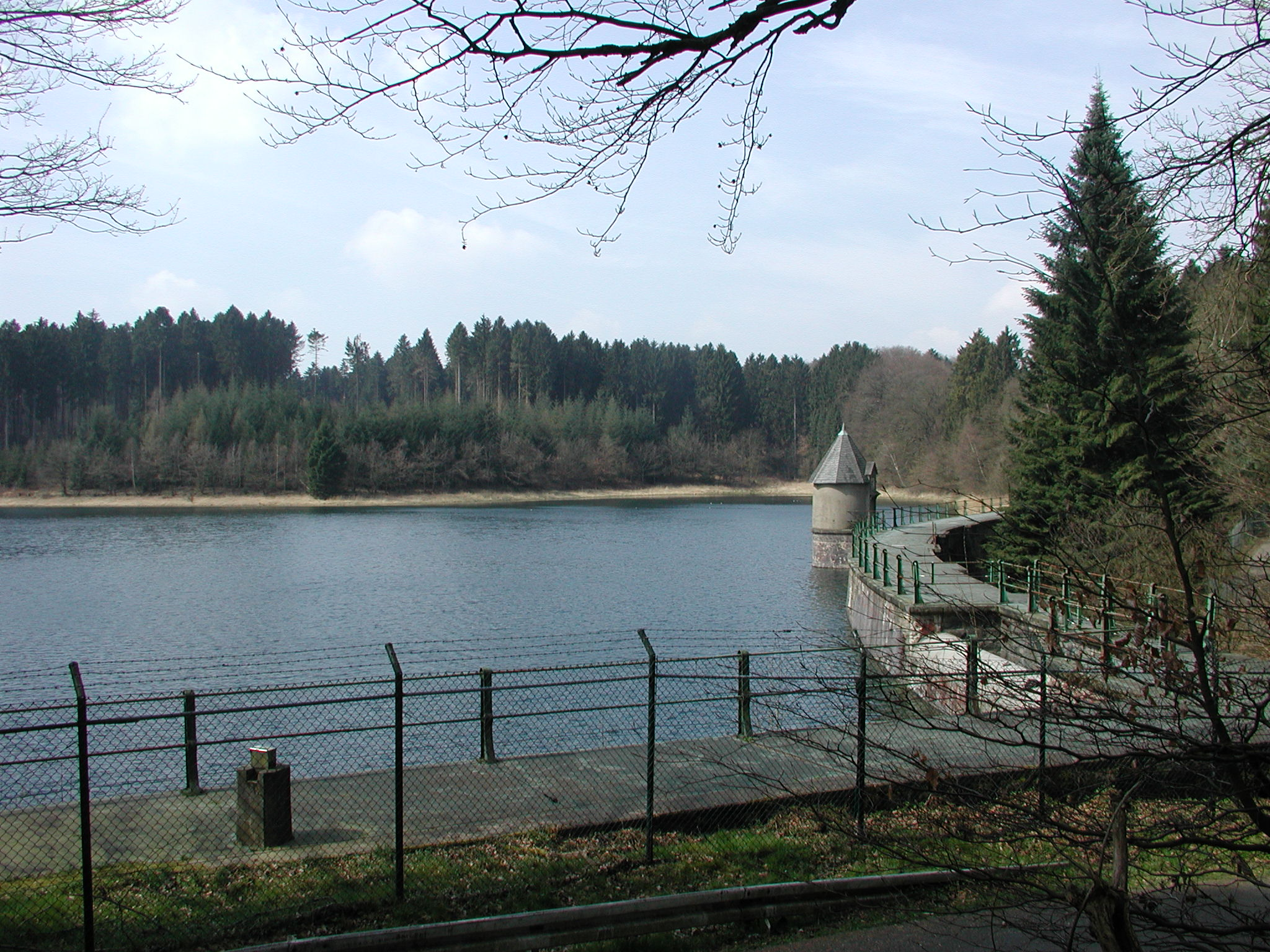
Panzertalsperre
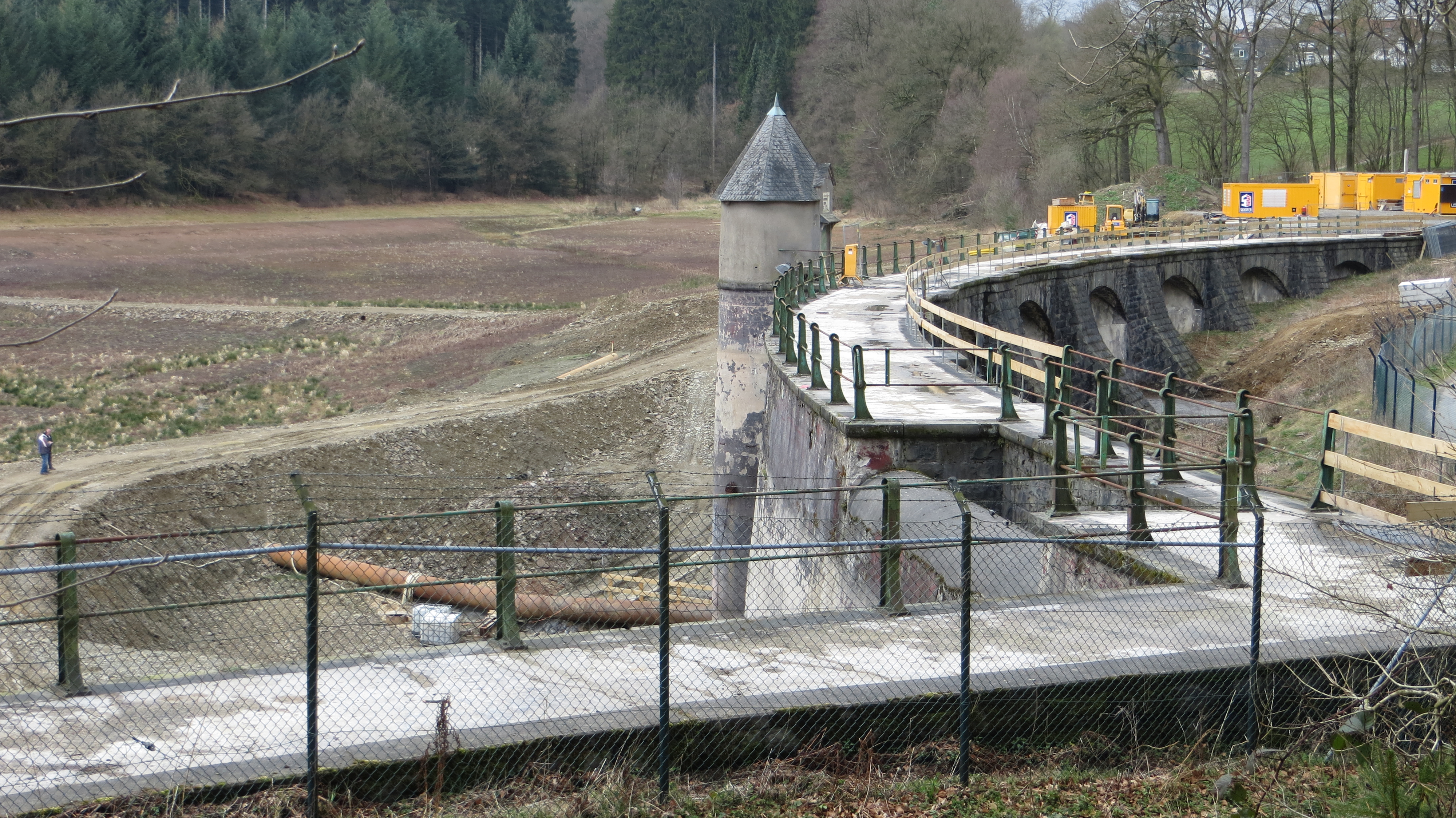
Sanierung der Staumauer im März 2014
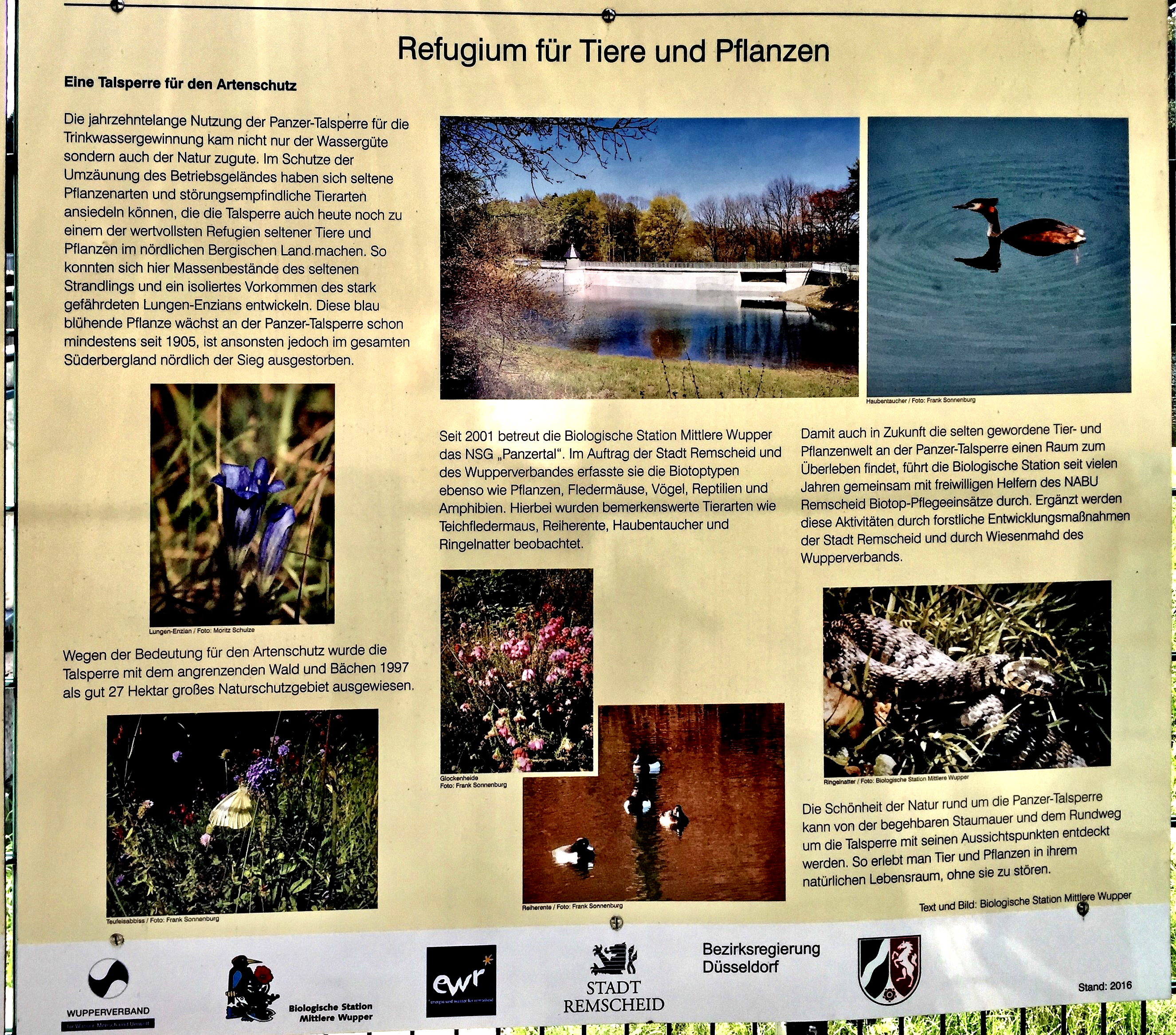
Info Naturschutzgebiet Panzertalsperre